# أزدرختية
الأَزَدَرَخْتِيَّة (الاسم العلمي: Meliaceae) أو الماهوجنية (بالإنجليزية: Mahogany)‏ هي فصيلة من النباتات المزهرة، أغلبها تكون إما كأشجار أو شجيرات تحت رتبة الصابونيات أوراقها عادة ماتكون ريشية الشكل وبدون أذنات.